# …ing
Pour plus de détails, voir Fiche technique et Distribution.
...ing (아이엔지, Aienji), également connu sous le titre ...ant, est un film sud-coréen réalisé par Lee Eon-hee, sorti en 2003.

## Synopsis
Mina, jeune lycéenne atteinte d'une maladie incurable, vit seule avec sa mère, rêvant d'une vie normale, de vivre un grand amour, et de partir en Europe pour assister à un ballet, sa passion. Un soir, pendant qu'elle fume au bord de sa fenêtre, écoutant de la musique et contemplant les étoiles, son énergique nouveau voisin l'interpelle. Une idylle va tout doucement naître entre eux, mais saura-t-elle résister à la maladie dont souffre Mina ?...

## Fiche technique
- Titre : ...ing
- Titre alternatif : ...ant
- Titre original : 아이엔지 (Aienji)
- Réalisation : Lee Eon-hee
- Scénario : Kim Jin
- Production : Hwang Pil-seon
- Musique : Bang Jun-seok
- Photographie : Kim Byeong-seo
- Montage : Kang Dong-gyun et Lee Hyeon-mi
- Décors : Lee Jong-pil
- Pays d'origine : Corée du Sud
- Langue : coréen
- Format : Couleurs - 1,85:1 - Dolby Digital - 35 mm
- Genre : Romance, Drame
- Durée : 110 minutes
- Date de sortie : 24 novembre 2003 (Corée du Sud)

## Distribution
- Im Soo-jeong : Min-ah
- Kim Rae-won : Young-jae
- Lee Mi-sook : Mi-sook
- Choi Deok-moon : Ki-soo
- Kim In-moon : Le garde
- Lee Yoo-jung : Jin-young
- Yoon Chan : Kyung-soo

## Distinctions
- Prix Graine de Cinéphage, lors du Festival international de films de femmes de Créteil 2005.